# Загорівський монастир

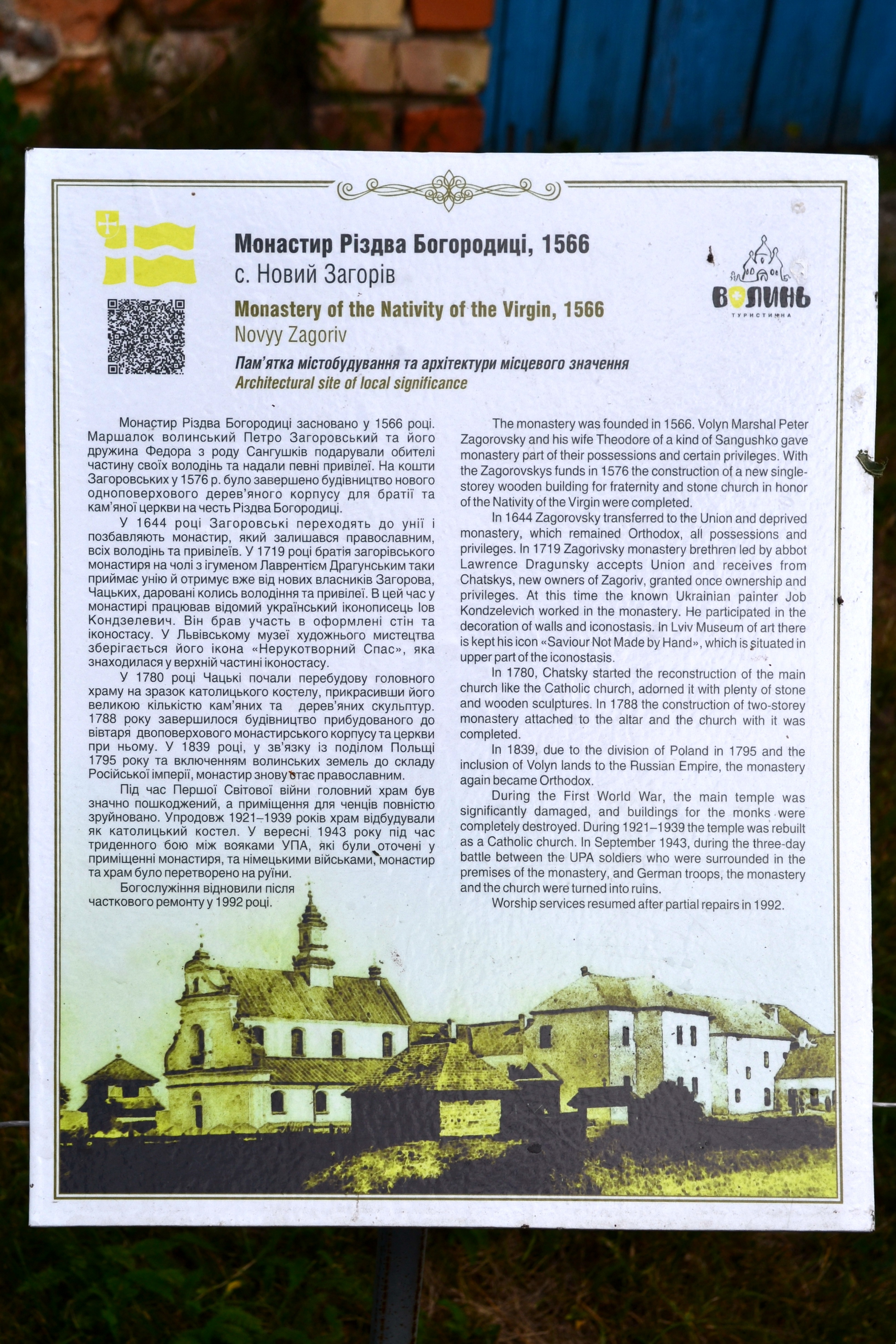
Інформаційна дошка

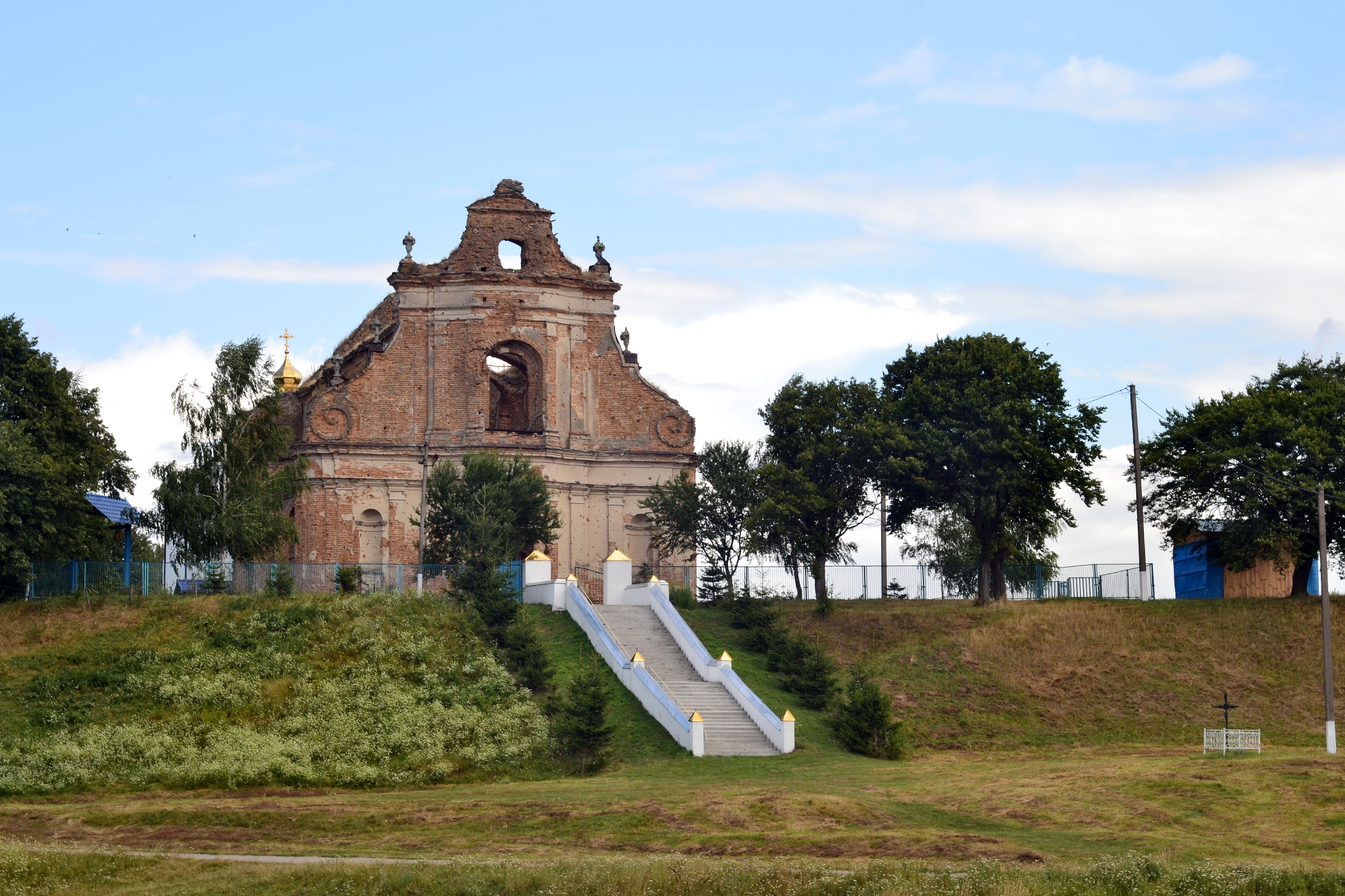
Вигляд із заходу

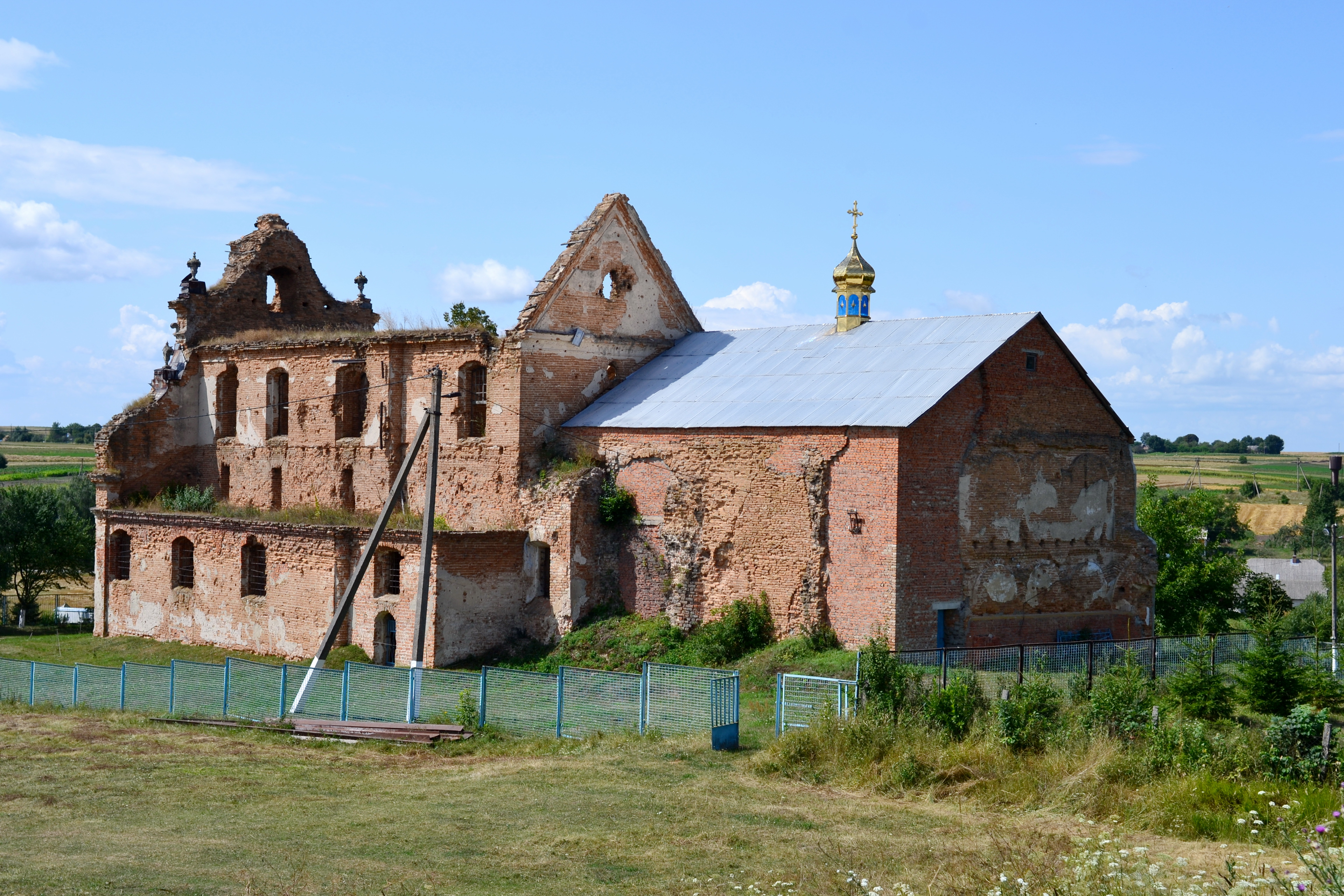
Вигляд з південного сходу

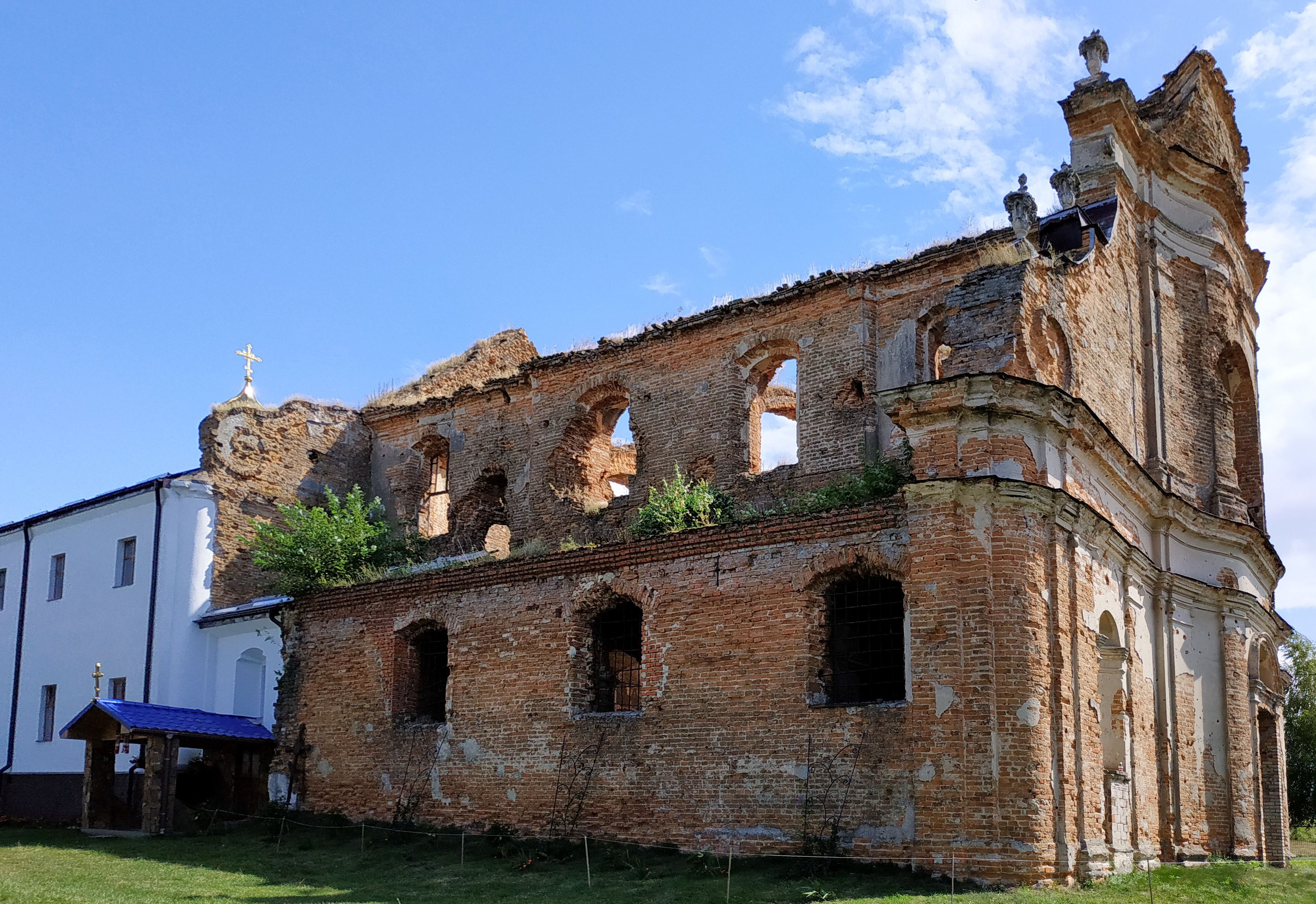
Вигляд з північного заходу

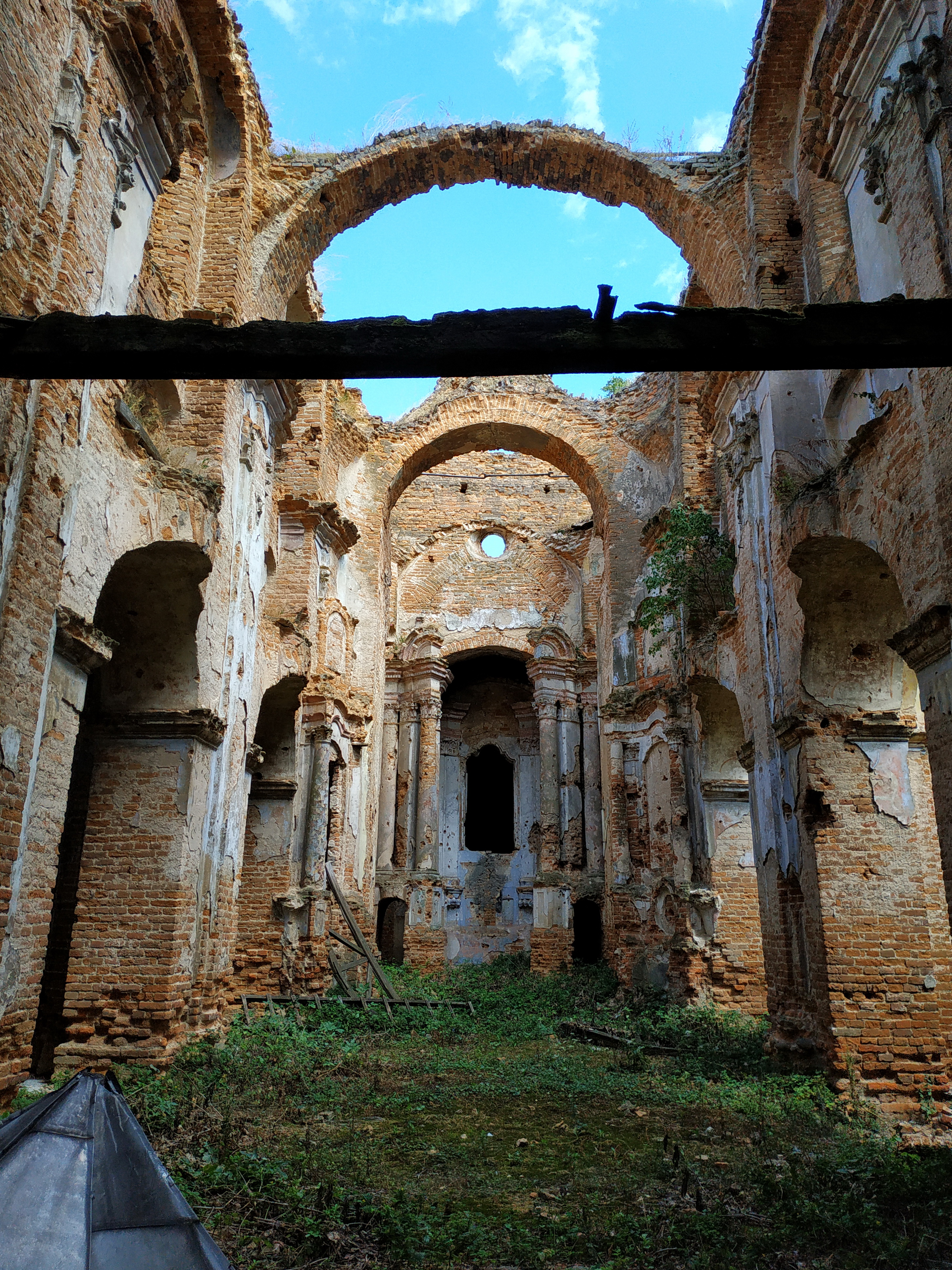
Вигляд всередині від головного входу

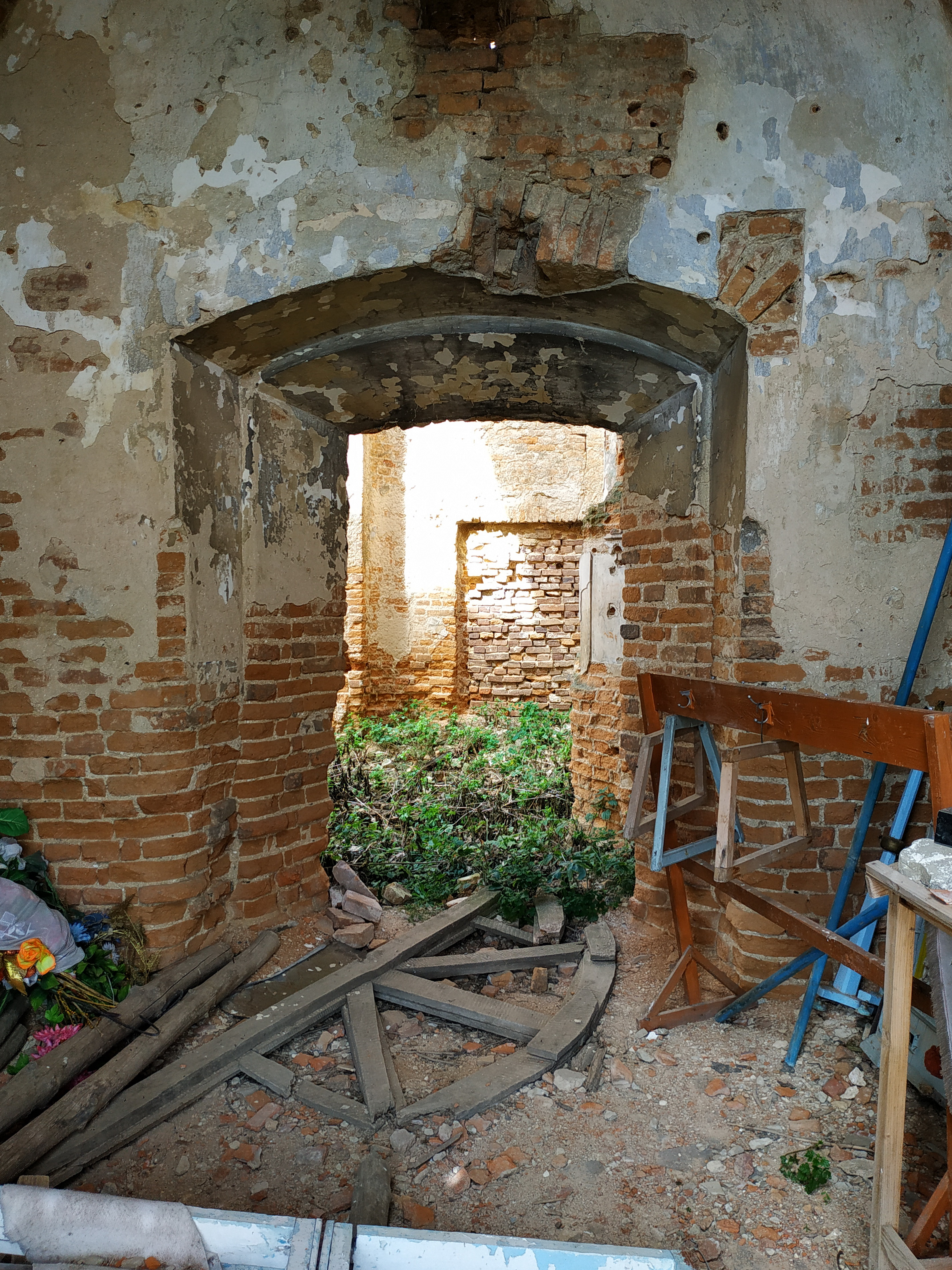
Вигляд всередині від бічного вікна

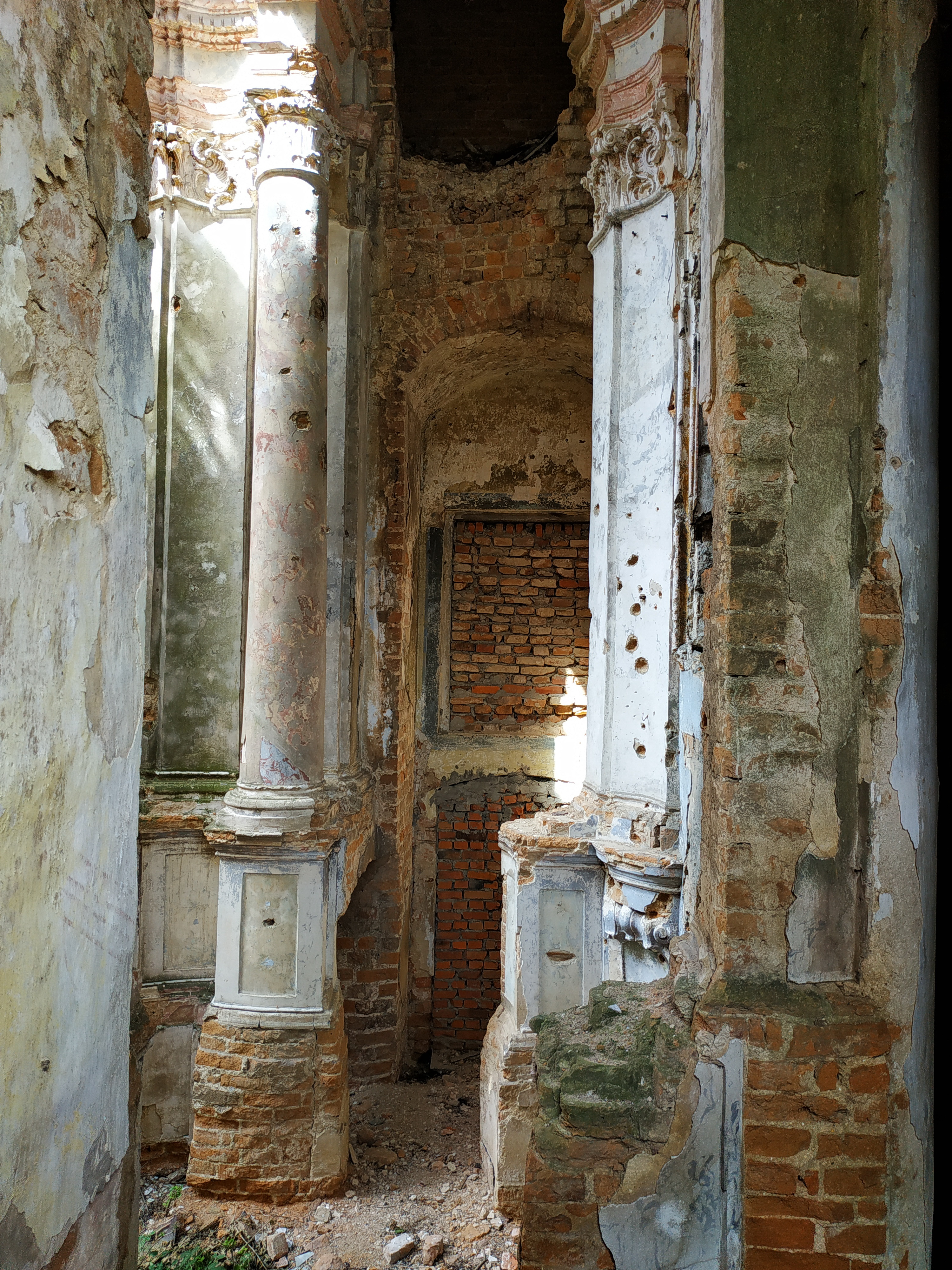
Вигляд всередині від бічного вікна

Загорівський монастир — колишній чоловічий монастир біля села Новий Загорів (сучасний Локачинський район, Волинь) відомий з XVI століття.

## Історія
Відомо, що 1492 р. шляхтич Олександр Загоровський пожертвував для обителі дзвін із написом: «З ласки Божої я, Олександро Юрьевич Загоровский из жоною своею Настасию, літа 3 тися (7000 р. від створення світу, тобто 1492) придалисмо сей звон к монастиру в Загорові ку чти ку хвалі Пречистой Божии Матери». Першим відомим нам настоятелем був Діонисій, який став ігуменом 6 жовтня 1583, а до цього був священиком Успенської церкви в с. Загорів.
Протягом XV–XVII ст. село й монастир належали панам Загоровським. У 1566 році заклали мурований храм. Тут діяв скрипторій (майстерня рукописних книжок), було п'ятнадцять поховань, дев'ять із яких належали патронам монастиря Загоровським або їхнім родичам; шпиталь, друкарня та іконописна майстерня. В 1622–1624 роках у монастирі перебували мандрівні друкарі Павло-Домжив (Люткович) і Сильвестр, на думку деяких дослідників, вони ж ченці Загорівської обителі. Двічі (1696–1722) тут працював Йов Кондзелевич. Виготовлені такі рукописні книги: Пролог (1530), Мінея (1536, 1585, 1639), Апостол (1554), Євангеліє (1567).
Про чисельність ченців є лише одна згадка 1662 р.: в монастирі перебували ігумен і 12 послушників.
Монастир до 1719 року був православним, потім прийняв унію. В монастирі перебував живописець Йов Кондзелевич, відомий перш за все п'ятиярусним іконостасом для монастирської Воздвиженської церкви у Скиті Манявському (1698—1705 рр.). Український іконописець у Загорові впровадив малярську й різьбярську школи. На той час ще молодий Йов для монастиря виготовив кіот (престол).
З візитації 1824 року відомо, що місцеві жителі з унії перейшли на православну віру. В 1886 році, під час експедиції по Волині, Загорівський монастир відвідав професор Адріян Прахов. Він зробив ряд фотографій, фіксуючи загальний вигляд головної монастирської споруди та її інтер'єр, які можна вважати першим відомим іконографічним матеріалом святині.
Станом на 1908 р. мав три храми: головний Різдва Пресвятої Богородиці, теплий Трьох Святих, прибудований у 1788 разом з монашими келіями, і Воздвиження Чесного Хреста. Тоді ж у монастирі існувала початкова школа в пам'ять 900-ліття Волинської єпархії. У соборі перебувала місцевошанована давня Загорівська чудотворна ікона Пресвятої Богородиці в шаті XVIII ст. У монастирі зберігалося 57 давніх рукописів і 42 стародруки, передані згодом до древлехранилища Волинської єпархії. До нашого часу дійшло багато свідчень про численні пожертви на монастир, який упродовж першої половини XVII ст. був вельми шанований.
Після визвольних змагань землі західної України, в тому числі Володимир-Волинського повіту, куди входило село Новий Загорів, перейшли під владу Польщі. У 1921—1939 рр. обитель перебувала в юрисдикції Римсько-Католицької Церкви. У 1939—1961 рр. монастир на правах парафіяльного храму діє як православний, спочатку в складі Польської Автокефальної Православної Церкви, пізніше РПЦ.
Після тридцятирічної перерви колишню теплу Трьохсвятительську церкву відреставровано, 1991 р. освячено як храм Різдва Пресвятої Богородиці УПЦ Київського патріархату. Проте, загалом, стіни ще стоять напівруїною та потребують відновлення.

## Іконостас церкви Різдва Пресвятої Богородиці
У 1962 році з недіючої церкви в селі Вощатин до Національного музею у Львові імені Андрея Шептицького надійшов іконостас. Його виявив і атрибутував відомий український музейник і дослідник, Герой України Борис Возницький (1926—2012). Він слушно припустив, що цей іконостас був створений у 1722 році для церкви Різдва Пресвятої Богородиці Загорівського монастиря. Ця дата зафіксована на пам'ятці двічі: на центральній іконі Деісус та іконі святого Лаврентія.

## Бій біля села Новий Загорів і вшанування загиблих
У вересні 1943 року в монастирі відбувалися бої частин УПА проти німецької армії (див. Бій біля села Новий Загорів). Цим подіям присвячені пісня та кліп «Не кажучи нікому» у виконанні гуртів «Тартак» і «Нічлава». Кліп знімали в стінах Загорівського монастиря.
8–11 вересня 1943 року точився запеклий бій між загоном вояків УПА та есесівськими карателями. 43 хлопці, маючи один гранатомет і чотири кулемети, тримали навалу понад тисячі фашистів. 25 забитих і 35 поранених гітлерівців за одного вбитого упівця — такий рахунок бою молодих бійців УПА з нацистськими окупантами біля села Новий Загорів.
Село Но́вий Загорів у Локачинському районі Волинської області.
На пагорбі за селом Загорівський Різдво-Богородицький монастир, заснований ще у XII ст. Чого тільки не бачили його давні стіни…
У 1492 р. Олександр Юрійович Загорівський та його дружина Анастасія побудували дзвіницю, подарували дзвін.
У 1566 р. шляхтич Петро Загорівський та його дружина Федора (з роду князів Сангушків) розпочали будівництво мурованого храму на місці дерев'яного. Будівництво закінчено 1570 року.
Найтрагічніша сторінка в історії Загорівського Різдво-Богородицького монастиря пов'язана з 8–11 вересня 1943 року. Тоді тут точився запеклий бій між загоном вояків УПА та есесівськими карателями. 43 хлопці, маючи один гранатомет і чотири кулемети, тримали навалу понад тисячі фашистів.
До німецьких загонів Локачинського району приєдналися загони з Володимир-Волинського, Горохівського та Луцького районів, прибуло до 40 машин по 20 німецьких солдатів у кожній.
10 вересня німці пішли в наступ — бій тривав цілий день, підвечір під'їхало ще 10 танкеток зі Здолбунова, які почали прямим попаданням бити в монастирський мур. Територія монастиря, на якій розташувалися вояки УПА, була стратегічним місцем, де пересікалися повстанські шляхи сусідніх областей. Повстанці з окопів відступили в монастир, а коли нацисти задіяли авіацію — три літаки, змушені були сховатися у монастирське підземелля. Костел було сильно пошкоджено. 11 вересня загинув командуючий чотою бунчужний Андрій Марценюк («Береза»). Проти ночі на 12 вересня з вигуками «Слава Україні!» повстанці ровом через окопи прорвалися з нацистського оточення. З 43 повстанців 29 загинуло, вони знищили 540 окупантів і 700 поранили.
«Взвод аматорів закатрупив два батальйони професіоналів. Рембо просто лузер в порівнянні з цими чудовими хлопцями!» — пише юний блогер.
Про ці ж події знятий у монастирі відомий кліп Сашка Положинського «Не кажучи нікому».
Страшні часи пережив монастир, зараз тягнуться часи ганебні… все руйнується, навіть людські кістки потрапляють під ноги…
В Загорові на горі (повстанська пісня)
В Загорові на горі, у старім монастирі, у неділю, рано-вранці, там молилися повстанці.
«Благослови, Божа Мати, на ворогів міцно стати, боронити Україну
по лицарськи — до загину.»
«Борітеся, мої діти, бідну землю бороніте, за прикладом мого Сина
встане з мертвих Україна.»
В понеділок, на світанку, в Загорові блищать танки, гудуть авта й літаки –
облягають німаки.
«Друзі, алярм, гей вставайте, монастиря не давайте, бороніте Україну.»
«Здобудемо або згинем!..»
Посилання: http://uahistory.com/topics/events/5935 [Архівовано 11 вересня 2017 у Wayback Machine.]